# جرمیا مارتین
جرمیا مارتین (انگلیسی: Jeremiah Martin؛ زادهٔ ۱۹ ژوئن ۱۹۹۶) بازیکن بسکتبال اهل ایالات متحده آمریکا است.